# Стукалин, Виктор Фёдорович
Ви́ктор Фёдорович Стука́лин (21 июля 1927, село Куликово, Теньгушевский район, Мордовская АССР — 26 декабря 2016, Москва) — советский дипломат. Чрезвычайный и полномочный посол.

## Биография
Окончил Высшее техническое училище им. Н.Баумана (1953) и Высшую дипломатическую школу МИД СССР (1964). На дипломатической работе с 1964 года.
- В 1964—1966 годах — советник посольства СССР в Пакистане,
- В 1966—1969 годах — генеральный консул СССР в Карачи (Пакистан),
- В 1969—1980 годах — сотрудник центрального аппарата МИД СССР,
- В 1977—1985 годах — член Коллегии МИД СССР,
- В 1980—1985 годах — заместитель министра иностранных дел СССР,
- В 1982—1985 годах — председатель Комиссии СССР по делам ЮНЕСКО.
- С 31 января 1986 по 30 мая 1988 года — чрезвычайный и полномочный посол СССР в Греции[1].

## Награды и звания
- Орден Октябрьской Революции.
- Орден Трудового Красного Знамени.
- Орден «Знак Почёта» (дважды).
- Медаль «За доблестный труд в Великой Отечественной войне 1941—1945 гг.».
- Юбилейная медаль «50 лет Победы в Великой Отечественной войне 1941—1945 гг.».
- Почётный работник Министерства иностранных дел Российской Федерации.
- Почётная грамота Президиума Верховного совета РСФСР.